# 南宁州 (贵州省)
南宁州，中国唐朝、宋朝时设置的州。
唐懿宗咸通六年（864年）分令州（治所在始安城，今贵州省长顺县广顺镇）设南宁州，为羁縻州。南宁州治所在清溪镇（今贵州省惠水县和平镇雅阳寨），来安置牂柯蛮龙氏部落。属于黔南押领牂柯昆明等使。前蜀、后唐、后蜀、北宋沿置，南宋后废除。 